# 文化町 (魚津市)
文化町（ぶんかまち）は、富山県魚津市にある地名。文化町商店街が存在する。
あいの風とやま鉄道線と富山地方鉄道本線の高架橋の海側にほぼ平行に約300 mの本通りと縦横に十余本の小路、横町で形成され、新宿、双葉町、鴨川町と接する区域である。

## 概要
町名の由来は、かつて尖屋根の赤い屋根およびアンテナが青空に伸びていた文化住宅の家から来たとされている。
かつては本江の魚津町側にある沼田で（僧ヶ岳まで一目で見渡せた）、大正の時点でも前述の文化住宅を含めて住宅が3軒しか無かったが、1925年（大正14年）7月5日に文化町の道が開通した。1952年（昭和27年）、木橋であった鴨川橋が永久橋になったことで交通が便利になった。これにより文化町に人の流れが作られ、商店街化するきっかけとなった。魚津大火の後、文化町通りには大火に伴う仮店舗や新参の商店が自然発生的に建ち並び、商店街が形成されていった。また、当時は魚津に少なかった大型店の立地場所として狙われ、トーカ会（1963年〔昭和38年〕）→エビス屋（1964年〔昭和39年〕）、トーカマート（1965年〔昭和40年〕）、ショッピングセンター（2 - 3階貸し付け方式でイワタ店経営、ほかにイシザキ店と三共電機、1967年〔昭和42年〕）と設立開店され、魚津を中心とする諸地域の消費者を誘引するメインストリートとなった。当時の店舗数70余店中純商店は70％余と、魚津で最も純化された通りとなった。また、飲食店の加入も多かった。
1972年（昭和47年）8月1日、大字本江の一部が独立し、文化町となった。
昭和40年代までは、当町が魚津市内最大の繁華街であったが、道幅が狭く街路も曲がっていて、消火用および運搬用の道路が無く、アーケードも無理となっていたため、昭和50年代以降は衰退することとなった。また、大衆酒場やバー、キャバレー、スナックなどの歓楽街としての地位も、魚津駅前の歓楽街（柿の木割り）に押されて衰退した。

## 主な施設
- 文化町商店街
- 電鉄魚津駅
- 電鉄魚津駅前公園

## 世帯数と人口
2025年（令和7年）1月31日現在の世帯数と人口は以下の通りである。
| 町丁   | 世帯数  | 人口  |
| ------ | ------- | ----- |
| 文化町 | 101世帯 | 189人 |

なお、1979年時点での世帯数は175世帯、人口は603人であった。

## 小・中学校の校区
市立小・中学校に通う場合、校区は以下の通りとなる。
| 番地 | 小学校               | 中学校             |
| ---- | -------------------- | ------------------ |
| 全域 | 魚津市立よつば小学校 | 魚津市立西部中学校 |